# Tupolew ANT-1
Die Tupolew ANT-1 (russisch Туполев АНТ-1) ist das erste von Tupolew in den 1920er Jahren gebaute Flugzeug, ein experimenteller einsitziger Tiefdecker mit Sternmotor. Die ANT-1 war gedacht als leichtes Sportflugzeug, wurde jedoch hauptsächlich zur Erprobung des im Flugzeugbau noch relativ neuen Werkstoffs Aluminium verwendet. Der erste Flug fand am 20. Oktober 1923 statt.

## Entwicklung
Das Flugzeug war mit einem Anzani-Sternmotor mit 35 PS ausgestattet und konnte damit maximal 120 km/h schnell fliegen. Die Flügelspannweite betrug 7,5 Meter und das Leergewicht lag bei nur 205 Kilogramm.
1920 gaben Luftfahrtverantwortliche der gerade in Bildung befindlichen Sowjetunion verschiedenen Wissenschaftlern den Auftrag, eine leichte und harte für den Flugzeugbau geeignete Aluminiumlegierung zu finden. 1922 lagen erste Ergebnisse in Form der Legierung „Koltschugalumin“ (benannt nach dem Herstellungsort Koltschugino) vor. Es wurde entschieden, diesen Werkstoff beim Bau der unter Leitung von Andrei Tupolew ab Sommer 1922 entwickelten ANT-1 zu verwenden.
Das Flugzeug hatte einen Holzrahmenrumpf mit größtenteils Stoffbespannung, das Aluminium wurde bei den Tragflächen, den Leitwerkrippen und zur Beplankung von Rumpfvorderteil- und -oberseite eingesetzt. Das waren etwa 60 % des Flugzeugs.
Nach dem Jungfernflug absolvierten die Piloten N. I. Petrow und E. I. Pogossi abwechselnd einige erfolgreiche Testflüge. Die Erprobung wurde jedoch eingestellt, als der einzige verfügbare Anzani-Motor versagte und irreparabel beschädigt war. Über den Verbleib des Flugzeugs gibt es widersprüchliche Aussagen. Der Flugzeughersteller  Tupolew selbst behauptet, es sei 1937 zerstört worden, andere Quellen behaupten, dass das Flugzeug noch bis mindestens 1941 in einem Museum ausgestellt war.
Bereits der Nachfolger, die Tupolew ANT-2, bestand komplett aus Aluminium und gilt als eines der ersten „echten“ Aluminiumflugzeuge der Welt.

## Technische Daten
| Kenngröße             | Daten                                            |
| --------------------- | ------------------------------------------------ |
| Besatzung             | 1                                                |
| Länge                 | 5,00 m                                           |
| Flügelspannweite      | 7,50 m                                           |
| Höhe                  | 1,70 m                                           |
| Flügelfläche          | 10,00 m²                                         |
| Antrieb               | ein luftgekühlter Dreizylinder-Sternmotor Anzani |
| Leistung              | 26 kW (35 PS)                                    |
| Tankvolumen           | 42 kg                                            |
| Höchstgeschwindigkeit | 120 km/h                                         |
| Reisegeschwindigkeit  | 100 km/h                                         |
| Landegeschwindigkeit  | 70 km/h                                          |
| Dienstgipfelhöhe      | 400 m                                            |
| Reichweite            | 400 km                                           |
| Leermasse             | 205 kg                                           |
| Zuladung              | 150 kg                                           |
| Startmasse            | 355 kg                                           |
| Flächenbelastung      | 35,5 kg/m²                                       |
| Leistungsbelastung    | 10,1 kg/PS                                       |